# NGC 2477
NGC 2477 (také známá jako Caldwell 71) je otevřená hvězdokupa v souhvězdí Lodní zádě vzdálená přibližně 3 600 světelných let. Objevil ji francouzský astronom abbé Nicolas-Louis de Lacaille v roce 1751. Výzkumy z let 2011 a 2016 odhadují stáří hvězdokupy kolem jedné miliardy let.

## Pozorování

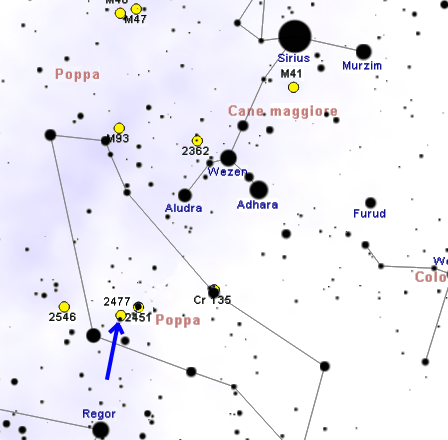
Poloha NGC 2477 v souhvězdí Lodní zádě

Na obloze je možné ji jednoduše nalézt 2,5 stupně severozápadně od jasné hvězdy Naos (ζ Puppis), 20' severně od proměnné hvězdy QZ Puppis s magnitudou 4,5. Dalšího 1,5 stupně severozápadně se nachází pouhým okem viditelná otevřená hvězdokupa NGC 2451, která je jasnější, ale méně bohatá než NGC 2477. Hvězdokupa je velmi zhuštěná, takže vypadá jako jasná kulová hvězdokupa, ale na rozdíl kulových hvězdokup leží uvnitř disku galaxie Mléčná dráha. Je viditelná i triedrem, ale hvězdokupa v něm zůstane mlhavá, teprve až středně velký amatérský astronomický dalekohled ji rozloží na několik stovek hvězd. Hvězdokupa celkem obsahuje přibližně 2 000 hvězd, nejjasnější z nich mají magnitudu 10.
Její deklinace je mírně jižní, a proto je zvláště dobře pozorovatelná na jižní polokouli, kde je její pozorování značně jednodušší, i když je cirkumpolární pouze ve vysokých zeměpisných šířkách. Na severní polokouli je její pozorování ve středních zeměpisných šířkách znevýhodněné a v severnějších oblastech není viditelná vůbec. Nejvhodnější období pro její pozorování na večerní obloze je od prosince do dubna.

## Historie pozorování
NGC 4755 jako první popsal Nicolas-Louis de Lacaille 19. března 1752 během astrometrického pozorování na mysu Dobré naděje, když v letech 1751 až 1752 pracoval na katalogu jižních hvězd Cœlum Australe Stelliferum. Pozoroval ji malým dalekohledem o průměru půl palce (12 mm) při zvětšení 8x a popsal ji jako "velkou mlhovinu o průměru 15' až 16'."
Prvním pozorovatelem, který ji popsal jako hvězdokupu, byl James Dunlop v roce 1827, kdy ji popsal jako "docela velkou slabou mlhovinu jednoduše rozložitelnou na jednotlivé hvězdy, s malou slabou mlhovinou v severozápadní části, kterou je docela těžké rozložit na velmi slabé hvězdy."

## Vlastnosti
NGC 2477 je nádherná hvězdokupa, veliká skoro jako Měsíc v úplňku. Je popisována jako "jedna z nejlepších hvězdokup na obloze", vypadá jako kulová hvězdokupa bez středového zhuštění (např. NGC 4372 nebo NGC 5466). Burnham poznamenal, že mnoho pozorovatelů zmiňuje její bohatost a i když je menší než M46 v tomtéž souhvězdí, je bohatší a hustější.
Jde o jednu z nejbohatších známých otevřených hvězdokup, obsahuje více než 1 900 hvězd zhuštěných v oblasti o průměru 22 světelných let.
Navíc se nachází v oblasti Mléčné dráhy, která je bohatá na hvězdy, takže je obtížné přesně určit, které hvězdy jsou opravdovými členy této hvězdokupy. Metalicita jejích hvězd je podobná Slunci a její stáří je kolem jedné miliardy let, takže je starší než například Hyády.
Její odhadovaná vzdálenost od Slunce je kolem 1 200 parseků (4 000 světelných let) a pravděpodobně tedy patří k části ramene Orionu, která míří směrem ven a možná kříží rozptýlený konec ramene Persea.

### Knihy
- Stephen James O'Meara. The Caldwell Objects. [s.l.]: Cambridge University Press, 2003. Dostupné online. ISBN 0-521-55332-6. (anglicky)

### Mapy hvězdné oblohy
- TIRION, RAPPAPORT, LOVI. Uranometria 2000.0 - Volume II - The Southern Hemisphere to +6°. Richmond, Virginia, USA: Willmann-Bell, inc., 1987. ISBN 0-943396-15-8.
- TIRION, SINNOTT. Sky Atlas 2000.0. 2. vyd. Cambridge, USA: Cambridge University Press, 1998. ISBN 0-933346-90-5.
- TIRION. The Cambridge Star Atlas 2000.0. 3. vyd. Cambridge, USA: Cambridge University Press, 2001. Dostupné online. ISBN 0-521-80084-6.